# The Beatles. Первый приезд в США
«The Beatles. Первый приезд в США» (англ. The Beatles. The First U.S. Visit) — документальный кинофильм о первом приезде группы «The Beatles» в США в 1964 на заре битломании. Снят братьями Альбертом и Дэвидом Мэйслесами, которые путешествовали во время тура по США вместе с группой.
Жизнь группы была запечатлена очень подробно — показаны их выступления на концертах и на телевидении (в частности, выступление на шоу Эда Салливана, отмеченное рекордным количеством телезрителей), ответы на вопросы репортёров во время пресс-конференций, сцены в гостиничных номерах.

## В фильме показаны
- Группа «the Beatles»:
  - Джон Леннон
  - Пол Маккартни
  - Ринго Старр
  - Джордж Харрисон
- Другие:
  - Брайан Эпстайн
  - Мюррей «K» (диджей из Нью-Йорка)
  - Эд Салливан
- Ведущие, голос:
  - Ральф Ренник (ведущий шоу Эда Салливана)
  - Уолтер Кронкайт (Новости Си Би Эс)